# 王汝楫 (嘉靖進士)
王汝楫（1492年—？），字利民，號介菴，山東濟南府德州人，民籍，明朝政治人物。

## 生平
正德十四年（1519年）己卯科山東鄉試第四十二名舉人。嘉靖八年（1529年）中式己丑科會試第九十四名，登第三甲第一百八十四名進士。十四年十一月由主事改授廣東道監察御史，十五年五月差往甘肃查核钱粮，十九年巡按山西宣大，升山西井陉兵备副使。歷陕西廉使。

## 家族
曾祖王揀，曾任教授；祖父王中，曾任教諭；父王寧。前母顧氏；母曹氏。慈侍下。